# Daniel Sjöholm
Daniel Sjöholm, född 4 december 1970 i Skellefteå, Västerbotten, är en svensk journalist, tidigare chefredaktör och ansvarig utgivare på pryltidningen M3 (IDG), som grundades våren 2001. Innan dess var han chefredaktör på tidningen Maxidata.
År 2013 delades M3 upp i papperstidningen M3 och webbplatsen M3.se. Sjöholm blev då chefredaktör för M3.se, men inte för tidningen. Han lämnade M3 helt under 2014. Han gick därefter över till Bonnier Tidskrifter för att arbeta med videoinnehåll. Under en period arbetade han som projektledare på contentbyrån Nice One.
I oktober 2021 tog Sjöholm över som chefredaktör på spelsajten FZ.